# Listă de conducători de stat din 904
900 - 901 - 902 - 903 - 904 - 905 - 906 - 907 - 908
Aceasta este o listă a conducătorilor de stat din anul 904:

## Europa
- Amalfi: Manso (prefect, 898-914)
- Anglia, statul anglo-saxon Mercia: Ethelred (ealdorman, 883-911)
- Anglia, statul anglo-saxon Wessex: Eduard cel Bătrân (rege, 899-924)
- Anjou: Foulques I cel Roșu (conte, cca. 898-941/942)
- Aquitania: Guillaume I cel Pios (duce, cca. 886-918)
- Armenia, statul Ani: Sămbat I Martirul (rege din dinastia Bagratizilor, 890-914)
- Asturia: Alfonso al III-lea cel Mare (rege, 866-910; totodată, rege al Leonului, 866-910)
- Bavaria: Ludovic al IV-lea Copilul (rege din Dinastia_Carolingiană, 899-911; ulterior, rege al Germaniei, 900-911; ulterior, rege al Lotharingiei, 900-911)
- Bavaria: Liutpold (duce din dinastia lui Liutpold, 889-907)
- Benevento: Atenulf I (principe, 900-910; anterior, conte de Capua, 887-910) și Landulf I (co-principe, 901-910; ulterior, principe, 910-943)
- Bizanț: Leon al VI-lea Înțeleptul (împărat din dinastia Macedoneană, 886-912)
- Bretania: Alain I cel Mare (duce, 876/877-907)
- Bulgaria: Simeon cel Mare (țar, 893-927)
- Burgundia: Richard I Legislatorul (duce, cca. 888-921)
- Capua: Atenulf I (conte, 887-910; ulterior, principe de Benevento, 900-910)
- Castilia: Gonzalo Fernandez (conte, 899-920)
- Cehia: Spytihnev (cneaz din dinastia Premysl, ?-905?)
- Cordoba: Abu Muhammad Abdallah ibn Muhammad (I) (emir din dinastia Omeiazilor, 888-912)
- Creta: Muhammad ben Shuayb al-Zarkun (emir, 895-910)
- Croația: Mutimir (cneaz din dinastia Trpimirovic, cca. 890-910)
- Flandra: Balduin al II-lea cel Pleșuv (conte din dinastia lui Balduin, 879-918)
- Franța: Carol al III-lea cel Simplu (rege din dinastia Carolingiană, 893/898-923)
- Gaeta: Docibilis I (consul, 867-906) și Ioan I (consul, 867-877; apoi, patriciu, 877-933 sau 934)
- Germania: Ludovic al IV-lea Copilul (rege din dinastia Carolingiană, 900-911; totodată, rege al Bavariei, 899-911; totodată, rege al Lotharingiei, 900-911)
- Gruzia, statul Abhazia: Constantin al III-lea (rege, 898/899-916/917)
- Gruzia, statul Tao-Klardjet: Adarnase al IV-lea (rege și curopalat, 888-923)
- Imperiul occidental: Ludovic al III-lea cel Orb (împărat din familia Bosonizilor, 901-905; totodată, rege al Provenței, 887-928; totodată, rege al Italiei, 900-905)
- Italia: Berengar I (rege, 888-896, 896-924; totodată, margraf de Friuli, 874-890; ulterior, împărat occidental, 915-924) și Ludovic al III-lea cel Orb (rege din Familia_Bosonizilor, 900-905; anterior, rege al Provenței, 887-928; ulterior, împărat occidental, 901-905)
- Ivrea: Adalbert I (margraf din familia Anscarizilor, 902-924)
- Kiev: Oleg (mare cneaz din dinastia Rurikizilor, 888-912)
- Leon: Alfonso al III-lea cel Mare (rege, 866-910; totodată, rege al Asturiei, 866-910)
- Lorena: Gebhard (duce, 904-910)
- Lotharingia: Ludovic_Copilul (rege din dinastia Carolingiană, 900-911; totodată, rege al Bavariei, 899-911; totodată, rege al Germaniei, 900-911)
- Moravia Mare: Mojmir al II-lea (cneaz, 894-906)
- Navarra: Fortun Garces (rege, cca. 882-905)
- Neapole: Grigore al IV-lea (duce, 897/898-914/915)
- Norvegia: Harald I cel Bălai (rege, cca. 900-cca. 940)
- Olanda: Gerulf al II-lea (conte, 885-înainte de 916)
- Salerno: Guaimar al II-lea cel Ghebos (principe, 900-946)
- Saxonia: Otto I Ilustrul (duce din dinastia Liudolfingilor, 880-912)
- Scoția: Constantin al II-lea (rege, 900-943)
- Serbia: Petru Gojnikovic (cneaz din dinastia lui Viseslav, 892-917)
- Sicilia: Abu Mudar Ziyadat Allah al III-lea ibn Abdallah II (emir din dinastia Aghlabizilor, 903-909)
- Spoleto: Alberic I (duce, 898-922)
- Statul papal: Christophorus (antipapă, 903-904) și Sergius al III-lea (papă, 904-911)
- Toscana: Adalbert al II-lea cel Bogat (margraf, 886-915)
- Toulouse: Eudes (conte, 886-918/919)
- Ungaria: Arpad (conducător din dinastia Arpadiană, 889-907)
- Veneția: Pietro (Tribuno) (Trasdomenico) (doge, 888-912)

## Africa
- Aghlabizii: Abu Mudar Ziyadat Allah al III-lea ibn Abdallah II (emir din dinastia Aghlabizilor, 903-909)
- Idrisizii: Iahia al III-lea al-Mikdam ibn al-Kasim ibn Idris (II) (imam din dinastia Idrisizilor, ?-905) (?)
- Kanem-Bornu: Aritse (sultan, cca. 893-cca. 942)
- Tulunizii: Abu Musa Harun ibn Humaravaih (conducător din dinastia Tulunizilor, 896-904) și Abu'l-Manakib Șaiban ibn Ahmad (conducător din dinastia Tulunizilor, 904-905)

## Asia

### Orientul Apropiat
- Bizanț: Leon al VI-lea Înțeleptul (împărat din dinastia Macedoneană, 886-912)
- Califatul abbasid: Abu Muhammad Ali al-Muktafi ibn al-Mutatid (calif din dinastia Abbasizilor, 902-908)
- Samanizii: Ismail I ibn Ahmad (892-907)
- Tulunizii: Abu Musa Harun ibn Humaravaih (conducător din dinastia Tulunizilor, 896-904) și Abu'l-Manakib Șaiban ibn Ahmad (conducător din dinastia Tulunizilor, 904-905)

### Orientul Îndepărtat
- Birmania, statul Arakan: Sritaing Chandra (rege din dinastia Chandra, 903-935)
- Birmania, statul Mon: Geinda (rege, 902-917)
- Cambodgea, Imperiul Kambujadesa (Angkor): Yasovarman I (Paramasivaloka) (împărat, 889-?)
- Cambodgea, statul Tjampa: Jaya Simhavarman I (rege din a șasea dinastie, 898/903-?)
- China: Zhaozong (împărat din dinastia Tang, 889-904) și Zhaoxuan Di (împărat din dinastia Tang, 904-907)
- Coreea, statul Hu-Koguryo: Kungye (rege, 901-918)
- Coreea, statul Hu-Paekje: Kyonhwon (Chin Hown) (rege, 892-935)
- Coreea, statul Silla: Hyogong (Yo) (rege din dinastia Kim, 897-912)
- India, statul Chalukya răsăriteană: Chalukya-Bhima I (Vișnuvaradhana sau Paramabrahmanya) (rege, 892-922)
- India, statul Chola: Aditya I (rege, cca. 871-cca. 907)
- India, statul Gurjara Pratihara: Mahendrapala (rege, înainte de 893-după 907)
- India, statul Raștrakuților: Krișna al II-lea (rege, 878-914)
- Japonia: Daigo (împărat, 897-930)
- Kashmir: Gopalavarman (rege din dinastia Utpala, 903-905)
- Nepal: Raghavadeva (rege din dinastia Thakuri, 865/880-923/926)
- Sri Lanka: Kașyapa al IV-lea (rege din dinastia Silakala, 890-907)

## America
- Toltecii: Ihuitimal (conducător, 877-923)